# Røntgenmikroskop
Et røntgenmikroskop er et mikroskop, der anvender røntgenstråler i stedet for almindeligt lys. Røntgenstråling har en kortere bølgelængde end almindeligt lys, og røntgenmikroskopi giver derfor andre muligheder end af traditionelle mikroskoper og elektronmikroskoper. 
| Maskiner | Spire Denne artikel om maskiner, maskindele og apparater er en spire som bør udbygges. Du er velkommen til at hjælpe Wikipedia ved at udvide den. |